# 샤로슈퍼터크구

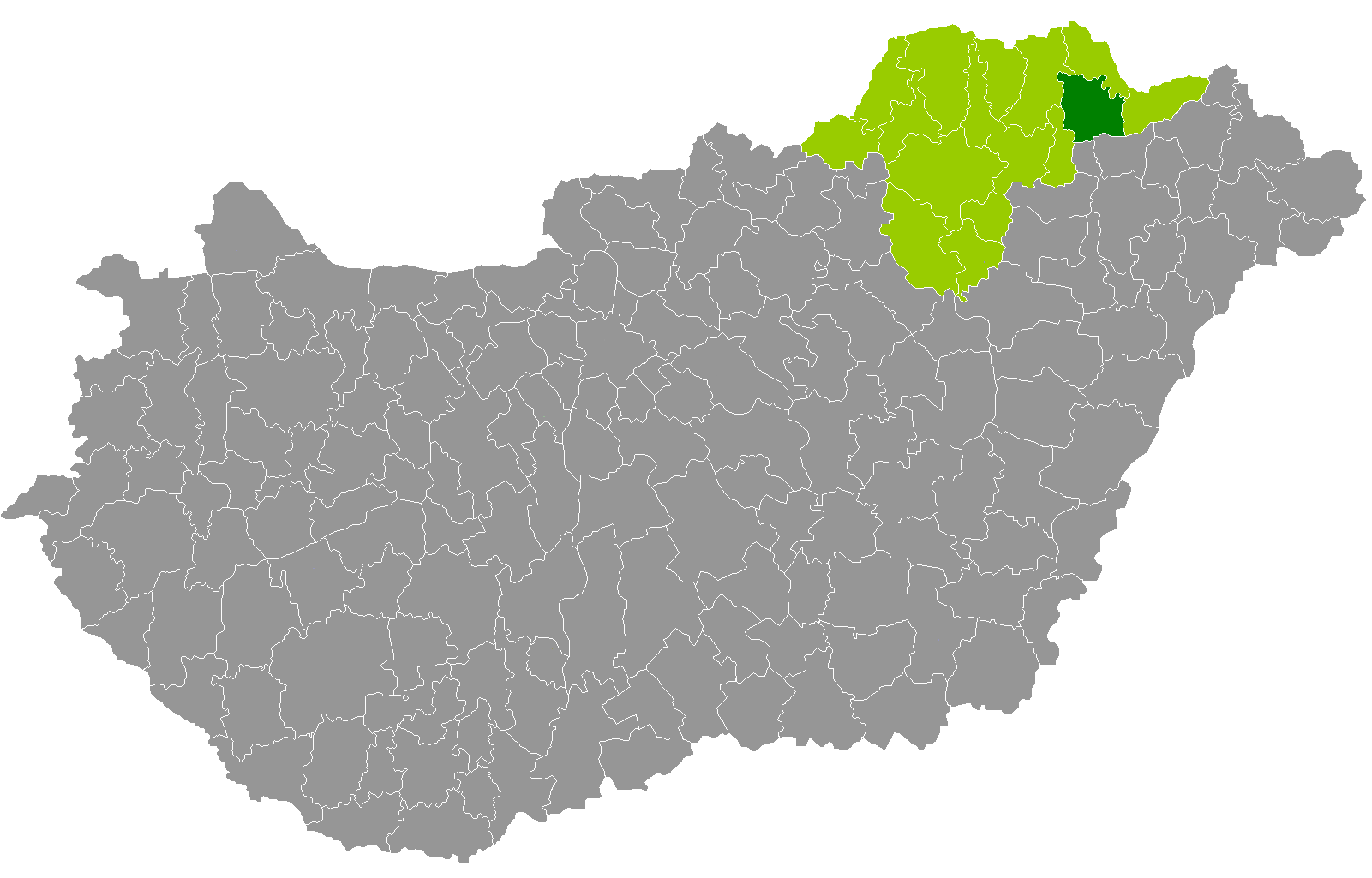
보르쇼드어버우이젬플렌주 지도에 표시된 샤로슈퍼터크구의 위치

샤로슈퍼터크구(헝가리어: Sárospataki járás)는 헝가리 보르쇼드어버우이젬플렌주에 위치한 구로 구청 소재지는 샤로슈퍼터크이며 면적은 477.67km2, 인구는 24,946명(2011년 기준), 인구 밀도는 52명/km2이다.
북쪽으로는 샤토러여우이헤이구, 동쪽으로는 치간드구, 남쪽으로는 서볼치서트마르베레그주 이브라니구, 니레지하저구, 서쪽으로는 토커이구, 괸츠구와 접한다. 16개 지방 자치체(1개 시, 15개 마을)를 관할한다.

구 문장